# 克魯瓦德布凱區

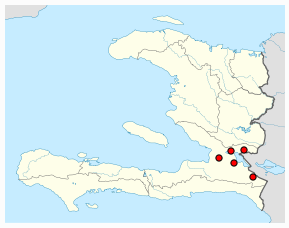

克魯瓦德布凱區，是海地的區，位於該國西部，由西部省負責管轄，面積1,930.2平方公里，海拔高度437米，2015年該區人口474,806，人口密度每平方公里246人。